# Václav Spourný
Václav Spourný (Wencesla(u)s Joseph Sp(o)urni, * um 1700; † 1754 in Paris) war ein tschechischer Komponist.
Über Spournýs Leben ist wenig mehr bekannt, als dass er in Paris als Cellist wirkte. Von seinen Kompositionen sind neben einer Motette für großen Chor sechs Sonaten für zwei Celli, drei Konzerte für Cello und Bass, drei Sinfonien für zwei Celli und zwei Bässe, drei vierstimmige Konzerte sowie mehrere Divertissements erhalten.

## Quelle
- Alfred Baumgärtner: Propyläen Welt der Musik. Die Komponisten. Band 5, 1989, ISBN 3-549-07835-8, S. 205.